# Martensopoda minuscula
Espèce
Synonymes
- Heteropoda minuscula Reimoser, 1934

Martensopoda minuscula est une espèce d'araignées aranéomorphes de la famille des Sparassidae.

## Distribution
Cette espèce est endémique d'Inde. Elle se rencontre au Tamil Nadu et au Kerala.

## Description
Le mâle décrit par Sankaran, Malamel, Joseph et Sebastian en 2015 mesure 6,43 mm et la femelle 8,51 mm.

## Publication originale
- Reimoser, 1934 : Araneae aus Süd-Indien. Revue suisse de Zoologie, vol. 41, p. 465-511 (texte intégral).